# Рокіровка в довший бік
«Рокіровка в довший бік» (рос. «Рокировка в длинную сторону») — російський радянський художній фільм 1969 року кіностудії «Ленфільм».

## Зміст
Молодий біолог випадково стикається з агентами західних спецслужб. Вони намагаються заволодіти передовими досягненнями радянської науки. У хлопця не залишається вибору, окрім як вступити в сутичку, до якої не був підготовлений. Та завзятість допомагає йому отримати перемогу в нерівному бою.